# St Charles Lwanga Church
Die St Charles Lwanga Church in Serekunda-Faji Kunda ist eine römisch-katholische Kirche im westafrikanischen Staat Gambia. Der Kirchenbau am Brikama Highway ist dem heiligen Charles Lwanga geweiht.
Im August 2009 wurde in der Kirche eingebrochen, vandalisiert und es wurden Gegenstände wie Verstärker, Mischpult und Mikrofone gestohlen.
An der Kirche befand sich im Dezember 2011 der Startpunkt der jährlichen Laufsportveranstaltung, dem Brufut Run.